# C/2000 C2 (SOHO)
C/2000 C2 (SOHO) — одна з довгоперіодичних параболічних комет. Ця комета була відкрита 3 лютого 2000 року; вона мала 6.5-6.9m на час відкриття.